# Päpstliche Theologische Fakultät San Bonaventura

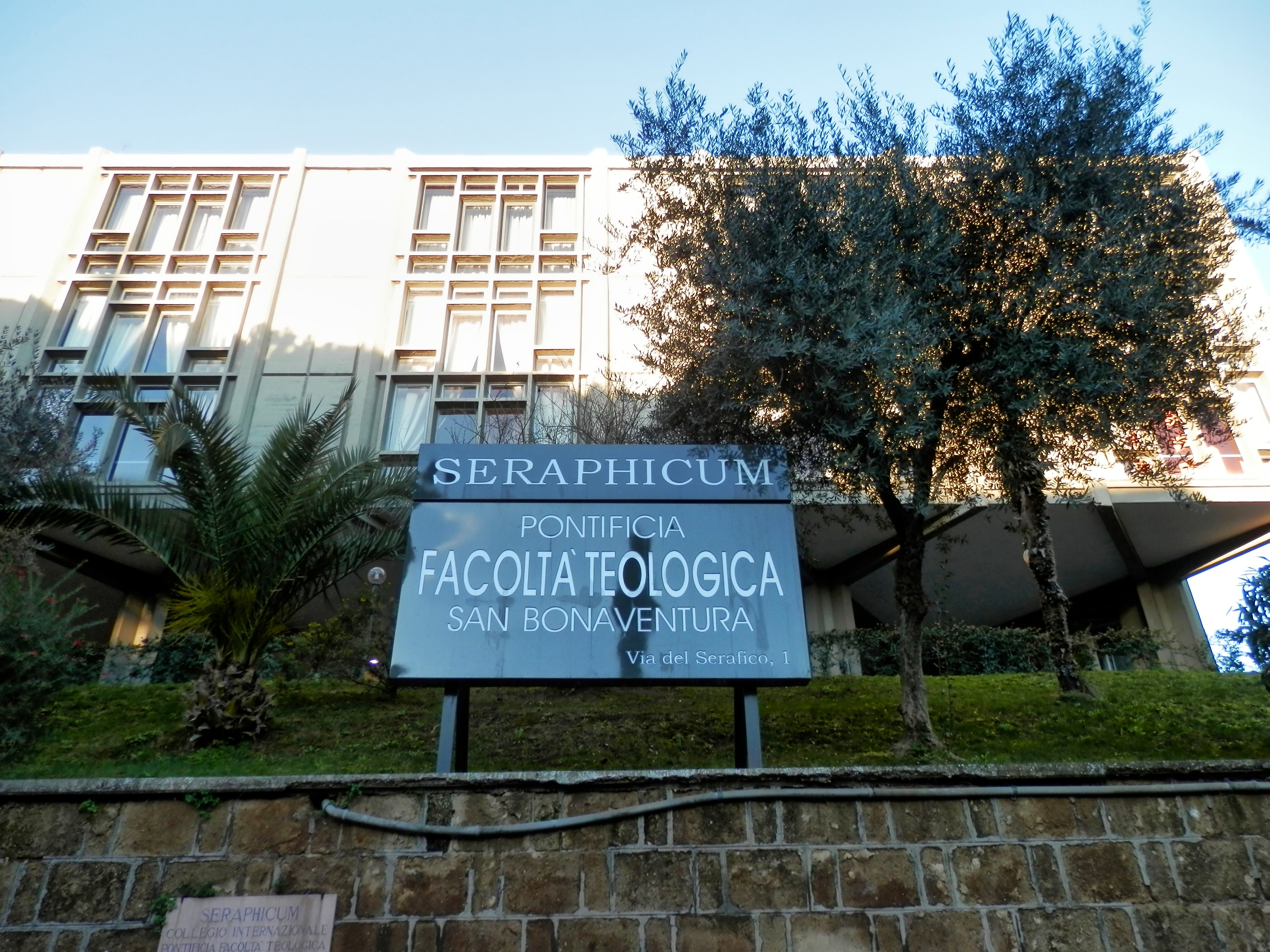
Fakultät „San Bonaventura“ Seraphicum

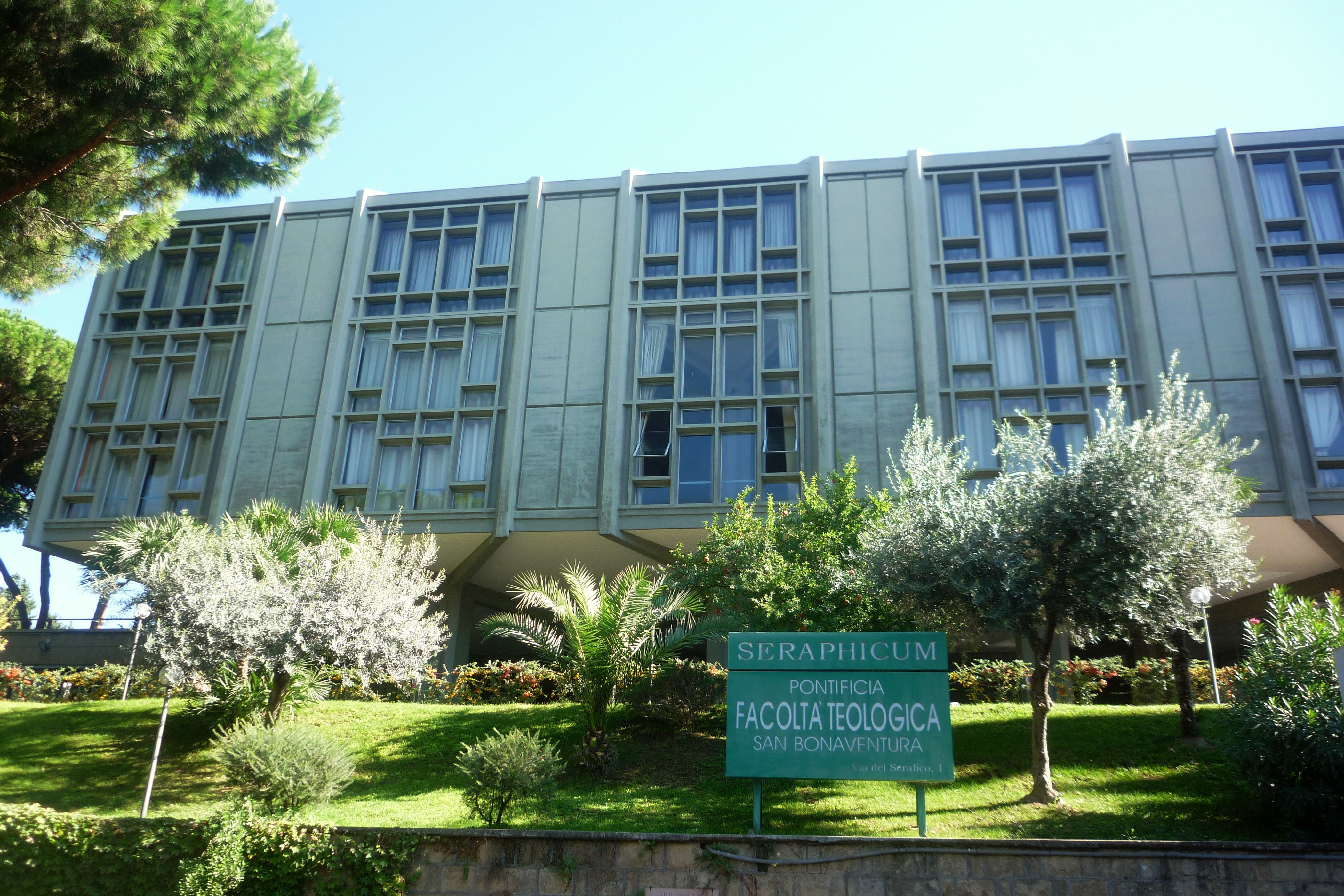
Bibliothek des Seraphicums

Die Päpstliche Theologische Fakultät San Bonaventura, auch bekannt als Seraphicum, (lateinisch Pontificia Facultas Theologica S. Bonaventurae; italienisch Pontificia facoltà teologica San Bonaventura) ist eine Privatuniversität in Rom. Sie ist die Ordenshochschule  der Ordensgemeinschaft der Minoriten (OFMConv).

## Geschichte
Das ursprüngliche Kolleg St. Bonaventura in Rom, auch bekannt als Päpstliches Kolleg Seraphicum, wurde am 18. Dezember 1587 gegründet und geht auf die alten Universitätsstudien des Ordens der franziskanischen Minderordens zurück, die später Kollegien genannt wurden. Grundlage des Studiums waren die Lehren des Heiligen Bonaventura.
Das Seraphicum wurde von Papst Sixtus V. mit der apostolischen Konstitution Ineffabilis divinae Providentiae am Generalhaus des Ordens, dem Konvent Santi XII Apostoli, gegründet. Im Zuge der Aufhebung der kirchlichen Einrichtungen nach der Einigung Italiens stellte das Kolleg 1873 seine akademische Tätigkeit zwar vorübergehend ein, wurde aber nie kanonisch aufgehoben.
Im Jahr 1894 wurde daher ein neues Internationales Seraphisches Kolleg bei der Basilika San Giorgio in Velabro errichtet. 1905 wurde durch ein Reskript von Papst Pius X. eine theologische Fakultät angegliedert. Durch das Dekret der Heiligen Kongregation für die Seminare und Studienuniversitäten (heute: Dikasterium für die Kultur und die Bildung) vom 13. Juni 1935 erhielt die Fakultät den Titel „Päpstliche theologische Fakultät“, die dann mit dem Dekret vom 13. Januar 1955 den Namen „Päpstliche Theologische Fakultät St. Bonaventura“ erhielt.
1964 wurde im römischen Stadtviertel EUR–Tre Fontane in der Via del Serafico 1 ein neuer Sitz eröffnet. Seit 1973 steht der Zugang zu den Studiengängen und akademischen Abschlüssen der Fakultät auch externen Studenten offen, sowohl kirchlichen als auch Laien. Die Satzung der Fakultät wurde am 19. Dezember 1986 genehmigt. Die Päpstliche Akademie der Unbefleckten Empfängnis hatte von 1988 bis 2012 ihren Sitz am Seraphicum.
Das Seraphicum verfügt über eine Bibliothek mit etwa dreihunderttausend Bänden, die den Studenten zur Verfügung steht. Der Bestand der Bibliothek umfasst Titel zu rechtlichen, ethisch und moralischen, musikalischen und theologischen Themen.

## Großkanzler
- Joachim Giermek OFMConv (2001–2007)
- Marco Tasca OFMConv (2007–2019)
- Carlos Trovarelli OFMConv (seit 2019)

## Rektoren
- Orlando Todisco (...–2005)
- Zdzisław Józef Kijas (2005–2010)
- Domenico Paoletti (2010)
- Dinh Anh Nhue Nguyen (2016–2021)
- Raffaele Di Muro (seit 2021)

## Schriften
- Pontificia Facoltà Teologica "S. Bonaventura" - Seraphicum - per i 100 anni di attività accademica Rom 2004
- Pontificia Facoltà Teologica San Bonaventura - Seraphicum. Centro di studi accademici - Vademecum, Roma 2007